# Scaligeria polyantha
Scaligeria polyantha är en flockblommig växtart som beskrevs av Karl Heinz Rechinger. Scaligeria polyantha ingår i släktet Scaligeria och familjen flockblommiga växter. Inga underarter finns listade i Catalogue of Life.